# 미아로
미아로(彌阿路)는 서울특별시 성북구 돈암동 미아리고개에서 미아동 미아사거리역을 잇는 왕복 6차선, 폭 35m, 총 연장 1.5km의 도로이다. 전구간 국도 제3호선, 수도권 전철 4호선이 지나간다.

## 역사
- 1966년 11월 26일 : ‘혜화동로타리(종로구 혜화동 90)~수유리(성북구 수유동 61)’ 구간을 미아로(彌阿路)로 지정[1]
- 1984년 11월 7일 : 혜화동로타리~미아사거리 구간을 동소문로로 분리

## 노선
- 미아리고개 - 고명정보산업고등학교 입구 - 길음교 - 길음역 - 현대백화점 미아점 - 미아삼거리역